# Marina Čapalija
Marina Čapalija (1965.) je hrvatska pjesnikinja. Piše pjesme na čakavskom narječju Drvenika Velog.

## Životopis
Rodila se je 1965. godine. 
Diplomirala je hrvatski jezik i književnost na Filozofskom fakultetu u Zadru. Živi i radi u Splitu.
Objavila je osam zbirka čakavske poezije: Škoj o' driva (1995.), Paver sriće (1996.), Umorena moren (1999.), Lemozina srca (2000.), Prtin pute i gren (2003.), Jazikun tic (2006.), Drivo brez škoja (2009.), Sve ča je san (2011.) i knjigu za djecu Zloćun Pločun-priče o djevojčicama i oblaku (2011.).
Muzikalnost, dramatičnost i čistoću njezinih stihova prepoznao je i hrvatski skladatelj Petar Bergamo koji je sedam naslova iz njenih prvih zbirka uglazbio u formi madrigala pod nazivom Spiriti eccellenti (1998.).
Kao autorica zastupljena je u antologijama (Čakavsko pjesništvo XX. st. Milorada Stojevića, 2007.; Mali izbir trogirskog pjesništva Duška Geića, 2007.), čitankama i časopisima.
Godine 2002. pokrenula je Biblioteku Drveniški libri u kojoj su do sada objavljene četiri knjige: Luka Meštrović: U ferati za Auckland (2002.); Vsevolod Sinjkević: Baraškade Velog Drvenika (2002.); Slavko Pijerov: Vilin krug (2004.); Slavko Pijerov: Zvizda od tremuntane (2007.).
Zbirka Prtin pute i gren (2003.) bila je nominirana za nagradu Tin Ujević.
Sudjelovala je na nekim pjesničkim manifestacijama kao što je Croatia rediviva: Ča, Kaj, Što – baštinski dani 2005., a redovnom sudionicom je pjesničke manifestacije Ča pod Perunom.

## Djela
- Škoj o' driva, 1995.
- Paver sriće, 1996.
- Umorena moren, 1999.
- Lemozina srca, 2000.
- Prtin pute i gren, 2003.
- Jazikun tîc, 2006.
- Drivo brez škoja, 2009.
- Sve ča je san, 2011.
- Zloćun Pločun-priče o djevojčicama i oblaku, 2011.